# Élection présidentielle soudanaise de 2015
L'élection présidentielle soudanaise de 2015 s'est déroulée du 13 au 15 avril 2015,. Elle est boycottée par l'opposition.
Le président sortant Omar el-Béchir est déclaré vainqueur le 27 avril 2015 avec 94,05 % des voix.

## Réactions
Le 9 avril 2015, l'Union européenne a déclaré qu'il n'existait pas de « conditions propices aux prochaines élections » et s'est dite déçue que le gouvernement soudanais ait manqué une occasion « en ne répondant pas aux efforts déployés par l'Union africaine pour rassembler toutes les parties prenantes ».
Le 20 avril 2015, la Norvège, le Royaume-Uni et les États-Unis ont publié une déclaration commune affirmant que le gouvernement soudanais n'avait pas « créé un environnement électoral libre, équitable et propice » et que le « résultat de ces élections ne saurait être considéré comme une expression crédible de la volonté du peuple soudanais »,,. À la suite de cette déclaration, le ministère soudanais des Affaires étrangères a convoqué les ambassadeurs de ces pays et a condamné cette déclaration, la qualifiant d'« information erronée et de préjugé sur les élections » ; il l'a également qualifiée d'« ingérence flagrante dans les affaires intérieures du Soudan ». Le président Béchir a qualifié les critiques de « partis colonialistes ».
Le 21 avril 2015, l'ambassade du Soudan à Londres a publié une déclaration affirmant que d'autres organismes internationaux étaient manifestement partiaux, refusant même d'envoyer leurs observateurs. « L'affirmation selon laquelle les troubles dans certaines périphéries isolées réduisent la validité des élections est infondée ; l'Irlande du Nord a connu de graves « troubles » pendant des décennies, ce qui n'a pas empêché les élections britanniques. »
Le 28 avril 2015, le porte-parole du ministère chinois des Affaires étrangères, Hong Lei, a déclaré respecter le « choix du peuple soudanais » et a félicité le président Béchir pour sa réélection.
Le président Béchir a également reçu des messages de félicitations du président égyptien Abdel Fattah el-Sissi, du roi Abdallah de Jordanie, de l'émir Sabah du Koweït, du sultan Qabous d'Oman, de l'émir Tamim du Qatar, du roi Salmane d'Arabie saoudite et du président des Émirats arabes unis, Khalifa al-Nahyan.